# Olin–Raschigův proces
Olin–Raschigův proces je metoda výroby hydrazinu. Hlavními kroky tohoto procesu, na nějž získal německý chemik Friedrich Raschig roku 1906 patent, jsou tvorba monochloraminu reakcí amoniaku a chlornanu a následná reakce monochloraminu s amoniakem za vzniku hydrazinu. Proces byl později zdokonalen a následně využit v průmyslu firmou Olin Corporation na výrobu bezvodého hydrazinu pro letecké účely.
V průmyslové výrobě probíhá takto:
1. Roztok chlornanu sodného se smíchá s trojnásobným přebytkem amoniaku při 5 °C , čímž vznikne monochloramin.
2. K roztok monochloraminu se přidá 30násobný přebytek amoniaku za teploty 130 °C a zvýšeného tlaku.
3. Přebytečný amoniak se spolu s chloridem sodným, který vzniká jako vedlejší produkt, odstraní.
4. Odstraní se voda pomocí azeotropní destilace s anilinem.